# Guerre (fourmis)
Pour les articles homonymes, voir Guerre (homonymie).
Des guerres ou des conflits peuvent éclater entre différents groupes chez certaines espèces de fourmis et ce pour diverses raisons. Ces affrontements violents engagent généralement des colonies entières, parfois alliées entre elles, et peuvent s'achever par un statu quo, une destruction complète d'un des belligérants, une migration d'un des groupes, voire, dans certains cas, l'établissement de relations cordiales entre les différents combattants ou l'adoption des membres du groupe perdant. Pour certaines espèces de fourmis, il s'agit même d'une stratégie sciemment entreprise, puisqu'elles nécessitent de capturer des nymphes d'autres espèces pour assurer la pérennité de leur colonie. Ainsi, il peut exister des évolutions biologiques spécifiques à certaines espèces destinées à les avantager dans le cadre de conflits de ce type. Dans certains de ces affrontements, les fourmis peuvent adopter un comportement ritualisé voire normé par certaines règles implicites, par exemple en organisant des duels entre les fourmis les plus importantes de chaque colonie ou dans le choix d'un lieu pour mener une bataille.
Ces conflits ne sont pas simplement internes aux fourmis, qui peuvent s'affronter, même au sein la même espèce, mais aussi avec d'autres animaux, en particulier avec d'autres insectes eusociaux, comme les termites ou les guêpes. Au début du XXIe siècle, avec la propagation rapide de nombreuses espèces dans de nouveaux habitats favorisée par la colonisation humaine, des guerres importantes sont menées entre différentes supercolonies.

## Terminologie
L'utilisation du terme de « guerre », qui se trouve dans la littérature scientifique,,, est une analogie anthropocentrique, tirée des guerres entre humains.

## Causes et prévalence

### Causes
Les raisons pouvant mener des colonies de fourmis à s'affronter sont diverses et varient en fonction des espèces, des lieux et des contextes. Pour un certain nombre d'entre elles, comme les fourmis coupe-feuille Atta laevigata, les fourmis des bois du genre Formica, certaines espèces du genre Carebara, ou les fourmis géantes Dinomyrmex gigas, il s'agit de questions relatives au territoire couvert, et donc à la nourriture disponible, par les différentes colonies,,,. Il peut aussi s'agir de questions relatives à la surpopulation d'une même espèce dans la même zone à certaines périodes de l'année. Dans d'autres cas, il s'agit pour certaines espèces de parvenir à capturer les nymphes d'un groupe adverse, pour les utiliser dans leur propre colonie par la suite.

### Prévalence
Il est difficile d'évaluer la prévalence de ce type de comportement chez les fourmis, compte tenu la diversité très importante des espèces, attitudes, et la différence entre les situations. Certaines espèces subissent des évolutions spécifiques dont le seul but est de mener ces conflits, comme chez Polyergus rufescens, qui présente des mandibules en forme de faux. L'émergence de supercolonies à partir du XIXe siècle, favorisée par les déplacements de l'humain, a certainement renforcé ces comportements chez les fourmis concernées. Il semble par ailleurs que cela dépende du contexte dans lequel se trouvent les fourmis en question. Ainsi, au sein de la même espèce, une colonie subissant des menaces extérieures d'une autre colonie de fourmis peut produire jusqu'à deux fois plus de larves soldats qu'une colonie ne subissant pas les mêmes pressions. Certaines espèces sont quasiment exclusivement sur des stratégies défensives, à l'instar de Camponotus ligniperdus, qui est pacifique et occupe un petit territoire mais le défend ardemment contre toute incursion, même face à des espèces plus dangereuses ou meurtrières. 

## Déroulés et résultats

### Déroulés
Il existe, de manière générale, deux manières pour les fourmis de mener ces conflits. D'une part, certaines espèces utilisent des fourmis spécifiques, plus puissantes et dont la fonction première est de combattre, d'autre part, les colonies accroissent le nombre de combattants disponibles et envoient des nombres importants d'individus au combat,. Chez certaines espèces, le conflit est ritualisé, par exemple à travers des duels limités entrepris entre les individus les plus aptes au combat, mais des phénomènes de batailles sont aussi courants,. Chez le genre Formica de telles batailles sont monnaie courante et peuvent impliquer des dizaines de milliers d'individus, mais sont aussi parfois ritualisées, les groupes respectifs se retirant à la nuit tombée avant de revenir, le lendemain, sur les mêmes lieux pour reprendre la bataille. Les corps des fourmis mortes ou blessées sont ensuite ramenés à la colonie, où elles sont mangées. Chez d'autres espèces, comme au sein du genre Carebara, les fourmis se disposent dans des formations spécifiques avant la bataille, comme des phalanges, et s'avancent les unes contre les autres. Elles sacrifient aussi régulièrement les ouvrières, qui ont pour rôle d'essayer d'entraver, blesser et attaquer les majors ennemis, avant que leurs propres majors ne rejoignent le champ de bataille et puissent intervenir. 
Dans d'autres cas, en particulier chez les fourmis qui entreprennent de capturer des larves ou des nymphes, les colonies utilisent des armes chimiques, comme de la propagande olfactive pour essayer d'entrer de la manière la plus discrète possible dans les colonies ciblées. 

### Résultats
De manière générale, les guerres entre fourmis sont coûteuses pour les groupes, qui doivent consacrer une part importante de leur production à l'effort de guerre, au détriment de la formation d'ouvrières, par exemple. Celles-ci peuvent entraîner la mort de dizaines de milliers d'individus en l'espace de quelques heures ; pour les fourmis des bois du genre Formica, on obtient 10 000 victimes par jour assez régulièrement pendant le printemps. Pour ces fourmis, la guerre s'arrête soit lorsque la colonie adverse est détruite, soit lorsque les proies disponibles sont suffisantes de nouveau pour les besoins des colonies, qui ont alors perdu des milliers de membres. Des estimations datant de 2016 sur certaines espèces de fourmis montrent une perte d'environ un tiers de la population totale de la colonie en cas de victoire.
Pour certaines espèces, comme chez Crematogaster mimosae, une victoire sur une colonie adverse entraîne, dans la majorité des cas, la fuite ou la mort de la reine adverse, mais la colonie victorieuse adopte ensuite souvent les fourmis survivantes de la colonie perdante, sans doute un moyen pour elle d'éviter et d'atténuer la perte importante de ressources due à l'effort de guerre. Dans quelques cas rares, la reine de la colonie perdante est elle-même adoptée par la colonie victorieuse, et les deux fusionnent.

## Supercolonies
Avec le développement des supercolonies de fourmis, qui suit la propagation de l'humain dans de nouveaux espaces, des groupes de dizaines, centaines, voire milliers de colonies entreprennent des conflits à vastes échelles envers d'autres espèces. Ainsi, autour de San Diego, dans les années 2010, des millions de fourmis meurent chaque mois dans des affrontements importants entre la supercolonie formée par les fourmis d'Argentine et trois autres supercolonies présentes sur le territoire.